# Llengua edomita
L'edomita va ser un antic dialecte canaanita utilitzat pels edomites, situats al sud-oest de l'actual Jordània i part d'Israel. S'escrivia originalment mitjançant una variant de l'alfabet fenici, però cap al segle vi aC va adoptar l'alfabet arameu. Es coneix solament per un petit corpus, majorment format per breus inscripcions i òstracons.
La principal característica que distingeix al moabita d'altres llengües cananaanites com l'hebreu és la retenció de la marca del femení -at que en hebreu bíblic es redueix a -āh (p. ex. qryt, «ciutat» per a l'hebreu bíblic qiryāh, que no obsant la reté en l'estat constructe nominal: p. ex. qiryát yisrael, «ciutat d'Israel»), com ocorria també en moabita. Amb el temps, les influències aramees o àrabs com el verb whb («donar») o el terme tgr («mercader») es van introduir en la llengua, sent whb un terme especialment comú en noms propis. Segons Glottolog no era un idioma diferenciat de l'hebreu.